# Микротом
Микротомът е механичен инструмент, използван за рязане на биологически образци на много тънки срезове, които се използват в изследванията. Микротомът има острие от метал, стъкло или диамант. Видът на острието зависи от нужната дебелина на среза. Метални остриета се използват в хистологията за рязане на образци от растителни или животински клетки. Стъклени остриета се използват за тънки срезове, които могат да се наблюдават и със светлинен, и с електронен микроскоп. Диамантени остриета се използват за срезове, получени от кости, зъби и растителни тъкани, като срезовете служат както за светлинната така и за електронната микроскопия.